# Varennes-Saint-Honorat
Varennes-Saint-Honorat – miejscowość i gmina we Francji, w regionie Owernia-Rodan-Alpy, w departamencie Górna Loara.
Według danych na rok 1990 gminę zamieszkiwało 46 osób, a gęstość zaludnienia wynosiła 4 osoby/km² (wśród 1310 gmin Owernii Varennes-Saint-Honorat plasuje się na 784. miejscu pod względem liczby ludności, natomiast pod względem powierzchni na miejscu 760.).